# Kevin Cordes
Pour les articles homonymes, voir Cordes.
Kevin Cordes, né le 13 août 1993, est un nageur américain, spécialiste de la brasse.

## Carrière
Aux championnats du monde en petit bassin 2012, il a obtenu la médaille de bronze au 100 mètres brasse puis remporte l'or au relais 4 × 100 m quatre nages avec Matt Grevers, Thomas Shields et Ryan Lochte.
En 2013, lors des championnats du monde de Barcelone, il est le second relayeur du 4 × 100 m quatre nages américain, mais anticipe le départ pour un centième de trop (0,04 s contre une tolérance de 0,03 s). Les États-Unis sont donc disqualifiés laissant le titre pour la France.

## Palmarès

### Championnats du monde

#### Grand bassin
- Championnats du monde 2015 à Kazan :
  -  Médaille d'or au relais 4 × 100 m quatre nages
  -  Médaille d'argent du 200 m brasse
  -  Médaille d'argent au relais 4 × 100 m quatre nages mixte
  -  Médaille de bronze du 50 m brasse
- Championnats du monde 2017 à Budapest :
  -  Médaille d'or au relais 4 × 100 m quatre nages.
  -  Médaille d'or au relais 4 × 100 m quatre nages mixte (participe uniquement aux séries).
  -  Médaille d'argent du 100 m brasse